# Prunay-Cassereau
Prunay-Cassereau és un municipi francès, situat al departament del Loir i Cher i a la regió de Centre – Vall del Loira. L'any 2007 tenia 640 habitants.

## Demografia

### Població
El 2007 la població de fet de Prunay-Cassereau era de 640 persones. Hi havia 239 famílies, de les quals 56 eren unipersonals (40 homes vivint sols i 16 dones vivint soles), 80 parelles sense fills, 87 parelles amb fills i 16 famílies monoparentals amb fills.
La població ha evolucionat segons el següent gràfic:
Habitants censats

### Habitatges
El 2007 hi havia 318 habitatges, 244 eren l'habitatge principal de la família, 43 eren segones residències i 31 estaven desocupats. 309 eren cases i 9 eren apartaments. Dels 244 habitatges principals, 199 estaven ocupats pels seus propietaris, 43 estaven llogats i ocupats pels llogaters i 3 estaven cedits a títol gratuït; 1 tenia una cambra, 14 en tenien dues, 43 en tenien tres, 59 en tenien quatre i 128 en tenien cinc o més. 202 habitatges disposaven pel capbaix d'una plaça de pàrquing. A 83 habitatges hi havia un automòbil i a 143 n'hi havia dos o més.

### Piràmide de població
La piràmide de població per edats i sexe el 2009 era:
| Homes | Edats   | Dones |
| ----- | ------- | ----- |
| 0     | 95 o +  | 0     |
| 0     | 90 a 94 | 4     |
| 8     | 85 a 89 | 16    |
| 8     | 80 a 84 | 4     |
| 16    | 75 a 79 | 20    |
| 8     | 70 a 74 | 20    |
| 8     | 65 a 69 | 4     |
| 20    | 60 a 64 | 16    |
| 20    | 55 a 59 | 20    |
| 16    | 50 a 54 | 16    |
| 8     | 45 a 49 | 28    |
| 16    | 40 a 44 | 8     |
| 8     | 35 a 39 | 4     |
| 36    | 30 a 34 | 24    |
| 36    | 25 a 29 | 32    |
| 8     | 20 a 24 | 8     |
| 8     | 15 a 19 | 36    |
| 20    | 10 a 14 | 8     |
| 28    | 5 a 9   | 36    |
| 16    | 0 a 4   | 16    |

## Economia
El 2007 la població en edat de treballar era de 412 persones, 311 eren actives i 101 eren inactives. De les 311 persones actives 299 estaven ocupades (170 homes i 129 dones) i 12 estaven aturades (4 homes i 8 dones). De les 101 persones inactives 31 estaven jubilades, 35 estaven estudiant i 35 estaven classificades com a «altres inactius».

### Ingressos
El 2009 a Prunay-Cassereau hi havia 251 unitats fiscals que integraven 670 persones, la mediana anual d'ingressos fiscals per persona era de 18.078 €.

### Activitats econòmiques
Dels 24 establiments que hi havia el 2007, 2 eren d'empreses extractives, 1 d'una empresa alimentària, 2 d'empreses de fabricació d'altres productes industrials, 5 d'empreses de construcció, 4 d'empreses de comerç i reparació d'automòbils, 2 d'empreses d'hostatgeria i restauració, 2 d'empreses d'informació i comunicació, 1 d'una empresa financera, 3 d'empreses de serveis i 2 d'entitats de l'administració pública.
Dels 5 establiments de servei als particulars que hi havia el 2009, 1 era un taller de reparació d'automòbils i de material agrícola, 1 paleta i 3 fusteries.
L'únic establiment comercial que hi havia el 2009 era una fleca.
L'any 2000 a Prunay-Cassereau hi havia 28 explotacions agrícoles que ocupaven un total de 2.400 hectàrees.

## Equipaments sanitaris i escolars
El 2009 hi havia una escola elemental integrada dins d'un grup escolar amb les comunes properes formant una escola dispersa.

## Poblacions més properes
El següent diagrama mostra les poblacions més properes.